# Liste de peintures de Nicolas Loir
Cette page dresse la liste des peintures de Nicolas Loir, peintre français du XVIIe siècle.

## Liste
| Image | Titre                                                                                            | Date           | Techniques et dimensions                        | Commentaire | Lieu de conservation                                                              | Référence |
| ----- | ------------------------------------------------------------------------------------------------ | -------------- | ----------------------------------------------- | --- | --------------------------------------------------------------------------------- | --------- |
|       |                                                                                                  |                |                                                 | |                                                                                   |           |
|       | Sainte Madeleine pénitente                                                                       |                | Huile sur toile 53 x 48 cm                      | | Meaux, musée Bossuet                                                              |           |
|       | L'Annonciation                                                                                   | 1644           | Huile sur cuivre 21,5 x 16 cm                   | | Rennes, musée des Beaux-Arts                                                      |           |
|       | Saint Paul rend aveugle le faux prophète Barjesu et convertit le proconsul Sergius (esquisse)    | 1650           | Huile sur toile 45,6 x 37,2 cm                  | | Rennes, musée des Beaux-Arts                                                      |           |
|       | Saint Paul rend aveugle le faux prophète Barjesu et convertit le proconsul Sergius               | 1650           | Huile sur toile 410 x 345 cm                    | May des orfèvres pour la cathédrale Notre-Dame de Paris                                                        | Paris, cathédrale Notre-Dame                                                      |           |
|       | Saint Paul rend aveugle le faux prophète Barjesu et convertit le proconsul Sergius (réduction ?) | 1650           | Huile sur toile 105 x 90 cm                     | | Paris, musée Carnavalet                                                           |           |
|       | Le Repos pendant la fuite en Égypte                                                              | vers 1650      | Huile sur papier, marouflé sur toile 28 x 39 cm | | Rennes, musée des Beaux-Arts                                                      |           |
|       | L'Annonciation                                                                                   | vers 1650      | Huile sur toile 255 x 132 cm                    | | Rennes, musée des Beaux-Arts                                                      |           |
|       | Cléobis et Biton                                                                                 | vers 1650      | Huile sur toile 116 x 166 cm                    | | Salzbourg, Residenzgalerie                                                        |           |
|       | Sainte Marie l'Égyptienne                                                                        |                | Huile sur toile 179 x 130 cm                    | Peint pour les carmélites de la rue Saint-Jacques, à Paris                                                     | Marseille, musée des Beaux-Arts                                                   |           |
|       | L'Adoration des bergers                                                                          |                | Huile sur toile 136 x 102 cm                    | Peint pour l'église Saint-Honoré, à Paris                                                                      | Paris, musée du Louvre                                                            |           |
|       | Saint Guillaume d'Aquitaine prenant l'habit                                                      |                | Huile sur toile 259 x 469 cm                    | Peint pour l'église du couvent des Feuillants, à Paris. Tableau ruiné                                          | Paris, musée du Louvre                                                            |           |
|       | Junon sur son char (modello)                                                                     | vers 1660      |                                                 | Modello d'une composition destinée au plafond de l'antichambre du rez-de-chaussée de l'hôtel d'Aumont, à Paris | Collection particulière                                                           |           |
|       | Le Mariage de la Vierge                                                                          | vers 1660      | Huile sur toile 108 x 140 cm                    | | Budapest, musée des Beaux-Arts                                                    |           |
|       | L'Adoration des bergers                                                                          | vers 1660-1670 | Huile sur toile 27,8 x 36,2 cm                  | | New Haven, Yale University Art Gallery                                            |           |
|       | Le Progrès des arts du dessin sous le règne de Louis XIV (esquisse)                              | 1666           | Huile sur toile 36,5 x 52 cm                    | | Perpignan, musée Hyacinthe-Rigaud                                                 |           |
|       | Le Progrès des arts du dessin sous le règne de Louis XIV                                         | 1666           | Huile sur toile 185 x 141 cm                    | Morceau de réception à l'Académie royale de Peinture et de Sculpture                                           | Versailles, musée national du château                                             |           |
|       | Colbert protecteur des Arts                                                                      | 1670           | Huile sur toile 145 x 252 cm                    | | Southport, Atkinson Art Gallery (en dépôt à Sceaux, domaine départemental)        |           |
|       | Le Triomphe de Bacchus                                                                           |                | Huile sur toile 112,9 x 153,5 cm                | | Collection particulière                                                           |           |
|       | Moïse sauvé des eaux                                                                             | vers 1670      | Huile sur toile 54 x 65 cm                      | | Quimper, musée des Beaux-Arts                                                     |           |
|       | Pithès et Pithopolis (esquisse)                                                                  | 1673           |                                                 | | Collection particulière                                                           |           |
|       | Pithès et Pithopolis                                                                             | 1673           | Huile sur toile 102,5 x 181 cm                  | Élément de la voussure de l'ancien salon de Jupiter (grand cabinet de la reine), au château de Versailles      | Bourg-en-Bresse, musée de Brou                                                    |           |
|       | La Reine de Saba donnant une audience                                                            | vers 1674-1677 | Huile sur toile 148 x 115 cm                    | Dessus-de-porte de l'ancien salon de Jupiter (grand cabinet de la reine), au château de Versailles             | Perpignan, musée Hyacinthe-Rigaud                                                 |           |
|       | La Reine s'adressant à ses soldats                                                               | vers 1674-1677 | Huile sur toile 141 x 158 cm                    | Dessus-de-porte de l'ancien salon de Jupiter (grand cabinet de la reine), au château de Versailles             | Paris, musée du Louvre                                                            |           |
|       | Moïse sauvé des eaux                                                                             |                | Huile sur toile 30 x 43 cm                      | | Angers, musée des Beaux-Arts                                                      |           |
|       | Eliézer et Rebecca                                                                               |                | Huile sur toile 30 x 43 cm                      | | Angers, musée des Beaux-Arts                                                      |           |
|       | La Sainte Famille                                                                                |                | Huile sur toile 102 x 140 cm                    | | Narbonne, musée d'Art et d'Histoire                                               |           |
|       | Le Repos pendant la fuite en Égypte                                                              |                | Huile sur toile 32 x 39,5 cm                    | | Collection particulière (réplique ou copie, Copenhague, Statens Museum for Kunst) |           |
|       | Rebecca au puits                                                                                 |                | Huile sur toile 32 x 57 cm                      | | Dublin, National Gallery of Ireland                                               |           |
|       | Le Jugement de Salomon                                                                           |                | Huile sur toile 90 x 130 cm                     | | Draguignan, musée des Beaux-Arts                                                  |           |